# Crime d'amour
Crime d'amour (Brasil: Crime de Amor ) é um filme de suspense psicológico produzido na França, dirigido por Alain Corneau e lançado em 2010 e estrelado por Ludivine Sagnier e Kristin Scott Thomas.

## Sinopse
Isabelle (Sagnier) é uma executiva jovem, ambiciosa e talentosa que trabalha no escritório de Paris de uma corporação multinacional sem nome. Sua chefe imediata é Christine (Scott Thomas), igualmente ambiciosa, que apresenta o trabalho de Isabelle como seu para ganhar uma promoção no escritório de Nova York da empresa. Cansada de ficar impressionada, e com a ajuda de um colega, Daniel (Marquet), Isabelle ignora Christine com um projeto secreto que o escritório de Nova York apoia com entusiasmo. A promoção de Christine em Nova York é posteriormente retirada. Enfurecida com o que ela considera um ato de deslealdade, Christine começa a atormentar psicologicamente Isabelle. O amante de Christine, Philippe (Mille), trabalha com a empresa e é suspeito de desviar fundos. Usando essas informações contra ele, ela chantageia Philippe para humilhar Isabelle, com quem ele está tendo um caso, deixando-a inconsolável. Isabelle é humilhada em uma festa da equipe, na qual são apresentadas aos colegas suas filmagens de câmeras de segurança.
Relaxando em casa depois de receber outra festa, Christine é esfaqueada até a morte por Isabelle, que planta evidências na casa que se implicam como assassina. Com a polícia perseguindo o motivo óbvio de que ela estava se vingando de suas várias humilhações nas mãos de Christine, Isabelle é presa e, apesar de dar todos os sinais de estar em um colapso nervoso, confessa e depois é acusada do assassinato dela. Aguardando a sentença na prisão, Isabelle retira sua confissão, alegando que ela foi feita sob coação e enquanto estava fortemente medicada. Ela começa a separar as evidências circunstanciais que implicam sua culpa; arranhões no braço, considerados feridas por faca, foram causados por um acidente de jardinagem, testemunhas testemunham vê-la em um cinema no momento do assassinato e uma faca de cozinha que se acredita ser a arma do crime está localizada no galpão de Isabelle. A última evidência é uma tira rasgada de um lenço encontrado na cena do crime, um item originalmente dado a Isabelle por Christine como presente. Quando Isabelle é capaz de produzir um lenço idêntico, completamente intacto, em sua casa, ela é liberada das acusações e libertada da prisão. Seguindo uma dica fornecida pela própria Isabelle, a polícia descobre o desfalque de Philippe, e uma busca em sua propriedade localiza a seção restante do cachecol em seu veículo, plantada por Isabelle como parte de um esforço elaborado para enquadrá-lo. Ele é preso e acusado. Isabelle, agora livre dos dois adversários, volta triunfante à sua companhia.

## Elenco
- Ludivine Sagnier como Isabelle Guérin
- Kristin Scott Thomas como Christine Riviére
- Patrick Mille como Philippe Deschamps
- Guillaume Marquet como Daniel
- Gérald Laroche como Gérard
- Olivier Rabourdin como juiz
- Marie Guillard como Claudine (irmã)
- Mike Powers como chefe 1
- Matthew Gonder como chefe 2
- Jean-Pierre Leclerc como Gérard
- Stéphane Roquet como Fabien
- Frédéric Venant como Cadre
- Benoît Ferreux como homem bravo

## Lançamento
O filme estreou nos Estados Unidos em setembro de 2011 em um lançamento limitado pela Sundance Selects. O diálogo é em francês e inglês; Inglês sendo falado somente quando os personagens de Christine e Isabelle precisam interagir ou lidar com clientes estrangeiros que não falam francês.

## Recepção
O filme recebeu 64% de classificação "Fresh" de 78 críticos, segundo o site Rotten Tomatoes, com uma classificação média de 6,2/10. O consenso afirma que "a canção de cisne do diretor Corneau, Love Crime, é inteligente e geralmente bem dirigida, mas muito fina e formulada para superar suas armadilhas melodramáticas".

## Remake
O filme foi refeito em 2012 com as estrelas Rachel McAdams e Noomi Rapace nos papéis principais, em um remake franco-alemão deste filme intitulado Passion, dirigido por Brian De Palma. Ele foi vendido no Festival de Cannes de 2012. O filme foi selecionado para competir pelo Leão de Ouro no 69º Festival Internacional de Cinema de Veneza.